# Vallorcine
Vallorcine (in tedesco Bärental,  in arpitano savoiardo Valorsnà) è un comune francese di 429 abitanti situato nel dipartimento dell'Alta Savoia della regione dell'Alvernia-Rodano-Alpi al confine con il Canton Vallese (Svizzera).
Si trova nella valle del fiume Trient che sfocia nel Rodano a Vernayaz (Canton Vallese). Parte della popolazione è di origine tedesca, arrivata qui tra XII e XIII secolo,  tanto che il dialetto Walser venne parlato fino alla metà del XVIII secolo. Essi fondarono 3 colonie chiamate "Les Allamands".

## Società

### Evoluzione demografica
Abitanti censiti